# Arenillas
Arenillas és un municipi espanyol ubicat a la província de Sòria, dins la comunitat autònoma de Castella i Lleó. En el seu terme municipal s'hi troben els nuclis despoblats de Tejarejo i Villaseca.